# Escudo de Navia
El escudo oficial del concejo de Navia es un escudo partido en dos cuarteles dispuestos horizontalmente:
- En el flanco diestro, a la izquierda del espectador se representan las armas de la poderosa Casa de Navia, una de las primeras establecidas en la villa, con casa-palacio en el valle de Anleo , consistentes en una banda de gules (roja) perfilada de oro (amarillo) y engolada de dragantes de sinople (verde), linguados de gules y dentados de plata (gris), en campo de sínople.

- En el flanco siniestro, en campo de azur (azul), aparece una torre almenada, de oro, con vanos de gules, mecida sobre ondas de plata y azur, que vendría a representar el amurallamiento procedente de época medieval que sirvió de elemento de protección a la población de la villa hasta finales del siglo XIX.

- Datos: Q5838170